# Chronik des Bürgerkriegs in Syrien 2023

Militärische Lage, November 2023
Von den Streitkräften Syriens oder anderen Pro-Assad-Kräften kontrolliert
Von kurdischen Kräften bzw. den Demokratischen Kräften Syriens (SDF) kontrolliert (bildet den Staat Rojava)
Überwiegend von türkischen Streitkräften kontrolliert (bildet die Türkische Besetzung Nordsyriens), teilweise von der Syrischen Übergangsregierung
Von Haiʾat Tahrir asch-Scham kontrolliert
Von der Revolutionären Kommandoarmee und den Streitkräften der Vereinigten Staaten kontrolliert
Vom Islamischen Staat (IS) kontrolliert
Kontrolle zu gleichen Teilen zwischen Regierung und Oppositionskräften bzw. Waffenruhe

Die Chronik des Bürgerkriegs in Syrien 2023 erfasst die Ereignisse des Bürgerkriegs in Syrien im Jahr 2023.

## Januar
Am 1. Januar wurden zwei syrische Soldaten bei einer Reihe israelischer Luftangriffe auf den Flughafen Damaskus getötet.
Über der US-amerikanischen Militärbasis at-Tanf wurden zwei Drohnen, welche die Syrische Beobachtungsstelle für Menschenrechte iranischen Milizen zuschreibt, abgeschossen. Bei dem Absturz der Drohnen wurden Kämpfer der syrischen Opposition verletzt.
Am 23. Januar wurde bekannt, dass zwei ISIS-Mitglieder während einer US-Operation gefangen genommen wurden. Ein Zivilist wurde verletzt. Der Vorfall ereignete sich bereits am 21. Januar.
Am 27. Januar kam die Organisation für das Verbot chemischer Waffen mit „vernünftigen Gründen“ zu dem Schluss, dass der chemische Angriff von Duma, der sich am 7. April 2018 ereignet hatte, vom syrischen Militär durchgeführt worden war.
Am 29. Januar griffen nicht näher identifizierte Kampfflugzeuge, vermutlich aus Israel, einen Konvoi iranischer Lastwagen an, der aus dem Irak über den Grenzübergang al-Qa'im nach Syrien eingereist war. Mindestens sechs Lastwagen sollten zerstört worden sein. Es gab keine unmittelbaren Berichte über Opfer.
Am 30. Januar wurden fünfzehn Menschen verletzt, nachdem eine Bombe in der Nähe eines Busses mit Polizisten in der Nähe von Chirbit Ghazzala im Gouvernement Darʿā explodiert ist.

## Februar
Am 1. Februar wurden acht Soldaten in der Nähe von Kafruma von Haiʾat Tahrir asch-Scham-Kämpfern getötet.
Am 11. Februar wurden mindestens zehn Zivilisten und ein Soldat bei einem Angriff durch bewaffnete Kämpfer des Islamischen Staates auf einer Trüffelfarm in Palmyra im Gouvernement Homs getötet.
Am 14. Februar ließ das United States Central Command verlautbaren, dass die US-Streitkräfte ein iranisches UAV in der Nähe einer Patrouillenbasis und eines Ölfeldes im Gouvernement Deir ez-Zor abgeschossen hätten.
Am 17. Februar töteten Militante des Islamischen Staates mindestens 53 Menschen, darunter 46 Zivilisten, in as-Suchna im Gouvernement Homs.
Am 19. Februar zielte ein Luftangriff, bei dem der Verdacht besteht, dass er von der israelischen Luftwaffe durchgeführt wurde, auf Standorte im Gouvernement Damaskus ab, darunter ein Wohngebäude. Fünf Todesfälle und fünfzehn Verletzte wurden gemeldet, von denen einige in einem schweren Zustand verwundet wurden.

## März
Am 7. März griffen israelische Kampfflugzeuge den Flughafen Aleppo mit Luft-Boden-Raketen an und beschädigten die Landebahn, was zur Schließung des Flughafens führte. Das syrische Verkehrsministerium gab bekannt, dass die Lieferung von humanitärer Hilfe nach Idlib aufgrund der „israelischen Aggression“ zum internationalen Flughafen Basil al-Assad im Gouvernement Latakia umgeleitet werden würde.
Am 8. März tötete ein Drohnenangriff auf eine iranische Waffenfabrik in der Gouvernement Deir ez-Zor in Syrien laut der Syrischen Beobachtungsstelle für Menschenrechte sieben Menschen und verletzte 15 weitere. Drei der Getöteten waren Milizionäre aus Afghanistan. Es ist unklar, wer den Luftangriff durchgeführt hat.
Am 12. März töteten israelische Luftangriffe auf ein Waffenlager in Masyaf im Gouvernement Hama einen syrischen Soldaten und zwei pro-iranische Milizionäre.
Am 23. März wurde ein Auftragnehmer der Vereinigten Staaten getötet und fünf weitere wurden verletzt, nachdem eine Drohne eine US-Basis in der Nähe von Al-Hasaka im Norden Syriens getroffen hatte. Die Vereinigten Staaten reagierten mit Luftangriffen auf mit der Islamischen Republik Iran verbundene Ziele und töten elf Menschen.
Am 24. März, am Tag darauf, zielte ein Raketenangriff auf eine US-Militärbasis in Syrien als Vergeltung für US-Vergeltungsangriffe Stunden zuvor ab. Es wurden keine Schäden oder Verletzten gemeldet. Am selben Tag wurden fünfzehn Menschen getötet und 40 weitere während eines Hinterhalts durch Mitglieder des Islamischen Staates im Gouvernement Hama entführt.
In der Nacht vom 30. auf den 31. März kam es zu israelischen Luftangriffen auf Damaskus.

## April
Zwischen dem 1. und dem 3. April wurden durch insgesamt drei israelische Luftangriffe mindestens zwei Offiziere der iranischen Revolutionsgarde getötet und fünf syrische Soldaten verletzt. Am 4. April startete die israelische Luftwaffe Luftangriffe in der Nähe von Damaskus und tötete laut SANA zwei Zivilisten. Die Syrische Beobachtungsstelle für Menschenrechte sagte, dass bei den Angriffen, die ein Artillerieaufklärungsradar in dem Gouvernement as-Suwaida und eine Glasfabrik in dem Gouvernement Rif Dimaschq in al-Kiswa zum Ziel hatten, auch eine unbekannte Anzahl von durch die Islamische Republik Iran unterstützten Milizionären getötet wurden.
Nachdem in der Nacht zum 8. April Raketen aus Syrien in den Golanhöhen niedergingen, griff die israelische Luftwaffe vermutlich syrische Militärstellungen an. Eine palästinensische Gruppe in Syrien bekannte sich zu den Angriffen als Vergeltung für die gewaltsame Räumung der al-Aqsa-Moschee.
Am 9. April wurden sechs Menschen getötet, nachdem eine von Mitgliedern des Islamischen Staates gelegte Landmine in Deir ez-Zor explodiert war.
Am 16. April wurden 36 Menschen getötet, als Bewaffnete des Islamischen Staates eine Gruppe von Trüffeljägern im Gouvernement Hama überfielen. Fünf Hirten wurden in der Nähe von Deir ez-Zor getötet und zwei weitere entführt.
Am 18. April und am Morgen des 24. April kam es zu israelischem Beschuss auf Quneitra im Osten der Golanhöhen. Am 29. April startete die israelische Luftwaffe Luftangriffe auf Ziele in der Nähe der syrischen Stadt Homs in einem Überfall vor der Morgendämmerung. Syrische Staatsmedien berichten, dass bei den Angriffen drei Zivilisten verletzt wurden.

## Juni
Am 10. Juni bombardierte die israelische Luftwaffe den Flughafen von Damaskus, der daraufhin zwei Wochen lang nicht mehr angeflogen werden konnte.

## August
Am 12. August ereignete sich ein Anschlag des IS auf zwei Militärfahrzeuge im Gouvernement Deir ez-Zor mit 33 toten Soldaten und über zehn Verwundeten. Die Terrororganisation bekannte sich zu einem Überfall mit „schweren Waffen und RPGs“ auf „zwei Militärbusse“.

## Oktober
Am 5. Oktober kam es unmittelbar nach einer Abschlussfeier syrischer Kadetten zu einem Drohnenangriff auf die Militärakademie in Homs, bei dem laut SOHR 129 Menschen getötet und über 150 weitere Menschen verwundet wurden. Der syrische Verteidigungsminister Ali Mahmoud Abbas, seit April 2022 im Amt, hatte die Veranstaltung wenige Minuten zuvor verlassen. Die syrische Regierung beschuldigte „Terrorgruppen, unterstützt von bekannten internationalen Kräften“ und reagierte mit Beschuss auf den von Rebellen kontrollierten Nordwesten des Landes.
In den ersten Wochen des Kriegs in Israel und Gaza flog die israelische Luftwaffe zahlreiche Angriffe auf syrisches Gebiet und begründete dies unter anderem mit angeblichen Waffenlieferungen aus dem Iran. So wurden am 12. Oktober die Flughäfen Damaskus und Aleppo bombardiert und damit zeitweilig funktionsuntüchtig gemacht. Am 22. Oktober wurden beide Flughäfen abermals simultan von Israel angegriffen, laut SANA sei dabei ein Arbeiter getötet, ein weiterer verwundet und beide Flughäfen funktionsuntüchtig gemacht worden. Angesetzte Flüge wurden auf den Flughafen in Latakia umgeleitet. Am 25. Oktober töteten israelische Luftangriffe acht syrische Soldaten und verwundeten sieben weitere. In der Nacht zum 30. Oktober kam es schließlich zu israelischen Luftangriffen auf den Westen des Gouvernements Darʿā nach Raketenangriffen auf Israel.
Im Zuge des offenen Krieges zwischen der Hamas und Israel nahmen auch Angriffe auf US-Basen im Irak und in Syrien zu. Am 27. Oktober folgten in Ostsyrien US-Luftangriffe gegen zwei Einrichtungen, die mit den iranischen Revolutionsgarden in Verbindung stehen würden.

## November
In der Morgendämmerung des 8. November führte der IS einen Angriff mit Maschinengewehren nahe der Ruinenstadt Resafa durch, gelegen in der Badia-Wüste knapp 40 Kilometer südwestlich von ar-Raqqa. Dabei kamen laut SOHR 26 Angehörige der Nationalen Verteidigungskräfte (NDF), eine regierungstreue, paramilitärische Einheit, und vier syrische Soldaten ums Leben.
Am späten Abend desselben Tages kam es laut SANA zu israelischen Luftangriffen aus Richtung des libanesischen Baalbek auf syrische Militärstellungen im Süden Syriens, was zu „einigen materiellen Verlusten“ geführt habe. Im Gouvernement as-Suwaida wurden dabei Flugabwehrsysteme und Frühwarnradare der syrischen Armee angegriffen, auch zwei Dörfer wenige Kilometer südlich von Damaskus seien laut SOHR Ziel der Luftangriffe gewesen. Im Gegensatz zur SANA sprach die SOHR dabei von Todesopfern in den Reihen der Hisbollah. Darüber hinaus fand in Deir ez-Zor ein Luftangriff durch zwei US-amerikanische Kampfjets vom Typ F-15 statt, bei dem drei syrische und sechs iranische Staatsangehörige getötet worden seien; weitere seien teils schwer verwundet worden. Das Pentagon teilte mit, der Angriff habe einem Waffenlager gegolten, das mit den iranischen Revolutionsgarden in Verbindung stehen würde. In der unmittelbaren Folge wurden laut Al Mayadeen das Conoco-Gasfeld und das Al-Omar-Ölfeld im Südosten Deir ez-Zors – das größte Ölfeld Syriens –, auf denen sich jeweils ein US-amerikanischer Stützpunkt befindet, mit mehreren Raketen beschossen.